# Nicolas Marié
Pour les articles homonymes, voir Marié.
Nicolas Marié, né le 22 février 1954 à Versailles, dans les Yvelines, est un acteur et directeur artistique français.
Partageant sa carrière entre théâtre, cinéma et télévision, il a notamment joué dans tous les films d'Albert Dupontel, exception faite du film Au revoir là-haut. Il a remporté le César du meilleur acteur dans un second rôle pour Adieu les cons.
Actif également dans le doublage, il prête sa voix de manière régulière à Denis O'Hare et Tim Roth ainsi qu'à John Slattery et David Morrissey de manière occasionnelle.

## Biographie

### Jeunesse
Après son bac, souhaitant devenir comédien, il suit les cours d’art dramatique de Raymond Girard, puis monte des festivals dans l'Agenais dans les années 1980. Il fonde Les Baladins en Agenais avec Roger Louret et Marianne Valéry. C'est dans cette troupe qu'il écrit, met en scène et joue, entre autres, aux côtés de Muriel Robin, Élie Semoun ou Nicolas Briançon.
Son modèle est le comédien français Harry Baur. Il admire également Brad Pitt, « un acteur extraordinaire », et Jean Poiret, avec qui il a tourné Le Zèbre en 1992.

### Carrière artistique
Nicolas Marié rencontre Albert Dupontel au théâtre alors qu'ils jouent L'Avare de Molière. Ils deviennent amis. Nicolas Marié participe à presque tous les films de son complice : Désiré (1992), Bernie (1996), Le Créateur (1999), Enfermés dehors (2006), Le Vilain (2009), 9 Mois ferme (2013), Adieu les cons (2020) et Second Tour (2023).
Il joue dans plusieurs films français aux registres très différents : Mais qui a tué Pamela Rose ? (2003), 99 Francs (2007), Secret défense (2008), Safari (2009), Micmacs à tire-larigot (2009), Case départ (2011), Associés contre le crime (2012)…
Il fait également des apparitions dans de nombreuses séries françaises telles que Les Cordier, juge et flic, Navarro, Nestor Burma, Femmes de loi, Avocats et Associés, Julie Lescaut ainsi que dans les sketchs du Palmashow. En 2012, il participe à la série Les Hommes de l'ombre de France 2. Il joue le rôle secondaire d'Alain Marjorie, chef de l'opposition en course pour la présidentielle. Dans la seconde saison, en 2014, il est l'un des acteurs principaux, son personnage étant désormais Président de la République.
Il est actif aussi dans le doublage. Il a notamment doublé Tim Roth, Nicolas Cage, John Travolta ou encore Colin Firth, et a travaillé sur des séries comme Le Caméléon, Buffy contre les vampires ou Walker, Texas Ranger.

### Vie privée
Le père de Nicolas Marié, résistant, avait dérobé les plans du mur de l'Atlantique aux Allemands. En représailles, sa famille fut déportée au camp de Ravensbrück, d'où elle revint sauve.
Il a épousé Marie-Laurence Tartas, comédienne. Ils ont deux filles, dont l’une, Émilie, est aussi comédienne.

## Théâtre
- L'Avare de Molière : Harpagon
- Les Vacances brouillées de Benjamin Vincent : Auguste
- Une demande en mariage d'Anton Tchekhov : Ivan Vassilievitch Lomov
- Le Jeu de la miséricordieuse ou Le Testament du chien d'Ariano Suassuna : Chico
- Le Seuil du jardin de Michel Suffran : Pierre
- Des souris et des hommes de John Steinbeck : Georges
- La Mégère apprivoisée de William Shakespeare : Slee, Vincent, le tailleur
- La Ronde d'Arthur Schnitzler : le soldat
- Le Tigre de Murray Schisgal : Ben
- Les Dactylos de Murray Schisgal : Paul
- La Moscheta de Ruzzante : Ruzante
- Les Vautours de Pierre de Prins : Leoneti
- Je rêvais peut-être de Luigi Pirandello : Lui
- La Fleur à la bouche de Luigi Pirandello : l'homme
- L'Amant d'Harold Pinter : le mari, l'amant
- La Baby-sitter de René de Obaldia : sœur Épine
- Le Sicilien ou l'Amour peintre de Molière : Don Pedro
- Les Fourberies de Scapin de Molière : Carl
- Les Folies amoureuses de Jean-François Regnard : Crispin, Albert
- La Centième Nuit de Yukio Mishima : le poète, Zani, Brighella
- L'Île des esclaves de Marivaux : Arlequin
- La Double Inconstance de Marivaux : Arlequin
- Le Jeu de l'amour et du hasard de Marivaux : Arlequin
- La Surprise de l'amour de Marivaux : Arlequin
- Arlequin poli par l'amour de Marivaux : Arlequin
- Il était une fois la farce de Nicolas Marié : l'inspecteur
- Les 1001 aventures d'Arlequin de Nicolas Marié : Dr Pantalon
- Chialez sur les idoles de Roger Louret : Read
- J'ai 20 ans, je t'emmerde de Roger Louret : Oswald
- Le Chien de Jardinier de Lope de Vega : Théodoro
- Permettez, Madame !... d'Eugène Labiche : Henry
- Le Renard et la Grenouille de Sacha Guitry : Lui
- Les Femmes de bonne humeur de Carlo Goldoni : le comte
- La Locandiera de Carlo Goldoni : le marquis, Fabrice
- Amour et Piano de Georges Feydeau : Édouard
- Mais n'te promène donc pas toute nue ! de Georges Feydeau : Hochepaix
- L'Arlésienne d'Alphonse Daudet : Balthazar
- La Paix chez soi de Georges Courteline : Trielle
- Le Bel Indifférent de Jean Cocteau : Lui
- Le Jour de congé d'Inès Cagnati : l'Espagnol
- Le Pédant joué de Cyrano de Bergerac : Granger
- Le Barbier de Séville de Beaumarchais : Figaro
- 1988 : Guillaume ou les Quatre Saisons d'un conquérant de Jean-Pierre Nortel, mise en scène de Jean Danet, tournée
- 1989 : Ma vie n'est plus un roman de Michel Déon, mise en scène Roger Louret, théâtre des Bouffes-Parisiens : Anastase Van Badaboum
- 1991 : Rumeurs de Neil Simon, mise en scène Pierre Mondy, théâtre du Palais-Royal : Pascal Choquet
- 1995 : Arsenic et Vieilles Dentelles de Joseph Kesselring, mise en scène Jacques Rosny, théâtre de la Madeleine : Mortimer
- 1999 : Le Mariage forcé de Molière et Jean-Baptiste Lully, mise en scène Nicolas Vaude, tournée
- 2006-2007 : Jacques et son maître de Milan Kundera, mise en scène Nicolas Briançon
- 2002-2010 : Le Neveu de Rameau de Denis Diderot, mise en scène de Jean-Pierre Rumeau, tournée et théâtre Le Ranelagh

## Filmographie

### Cinéma

#### Longs métrages
- 1992 : Le Zèbre de Jean Poiret : le clerc de lune
- 1996 : Bernie d'Albert Dupontel : le commissaire
- 1999 : Le Créateur d'Albert Dupontel : Pierre
- 1999 : La Maladie de Sachs de Michel Deville : le capitaine des pompiers
- 2003 : Mais qui a tué Pamela Rose ? d'Éric Lartigau
- 2004 : Le Convoyeur de Nicolas Boukhrief : le boss
- 2005 : Zim and Co. de Pierre Jolivet : M. Rangin
- 2006 : Enfermés dehors d'Albert Dupontel : Duval-Riché
- 2007 : 99 Francs de Jan Kounen : Alfred Duler
- 2008 : La Très Très Grande Entreprise de Pierre Jolivet : Me Dessax
- 2008 : Secret défense de Philippe Haïm : Fouché
- 2009 : Safari d'Olivier Baroux : M. Charles
- 2009 : Micmacs à tire-larigot de Jean-Pierre Jeunet : François Marconi
- 2009 : Le Vilain d'Albert Dupontel : Dr Jean William
- 2010 : Gardiens de l'ordre de Nicolas Boukhrief : le commissaire principal
- 2010 : Le Village des ombres de Fouad Benhammou : le duc de la Marrière
- 2010 : Une pure affaire d'Alexandre Coffre : Philippe Dalambert
- 2011 : Tu seras mon fils de Gilles Legrand : le notaire
- 2011 : Case départ de Lionel Steketee, Thomas Ngijol et Fabrice Éboué : le maire
- 2011 : La Brindille d'Emmanuelle Millet : le médecin échographe
- 2011 : Café de Flore de Jean-Marc Vallée : le père de Véronique
- 2012 : Un jour mon père viendra de Martin Valente : le comédien choisi
- 2012 : Mains armées de Pierre Jolivet : Michel Thabuy
- 2012 : Associés contre le crime de Pascal Thomas : Dr Nicolas Roscoff
- 2013 : 9 Mois ferme d'Albert Dupontel : Me Trolos
- 2016 : Adopte un veuf de François Desagnat : Samuel Edlemann
- 2016 : La Folle Histoire de Max et Léon de Jonathan Barré et du Palmashow : le colonel Marchal
- 2017 : Knock de Lorraine Lévy : Docteur Parpalaid
- 2020 : Adieu les cons d'Albert Dupontel : M. Blin
- 2020 : 30 Jours max de Tarek Boudali : le commissaire
- 2021 : Les Bodin's en Thaïlande de Frédéric Forestier : le psy
- 2022 : Big Bug de Jean-Pierre Jeunet : le président de la République
- 2022 : Jumeaux mais pas trop d'Olivier Ducray et Wilfried Méance : Gérald Morand
- 2023 : Second Tour d'Albert Dupontel : Gus, le caméraman
- 2023 : Jeff Panacloc : À la poursuite de Jean-Marc de Pierre-François Martin-Laval : Charles
- 2024 : Ducobu passe au vert d'Élie Semoun : Patrick Moisi
- 2025 : Regarde d'Emmanuel Poulain-Arnaud : Papichou

#### Courts métrages
- 1992 : Désiré d'Albert Dupontel : le directeur
- 2010 : Second seuil de Loïc Nicoloff : le pêcheur
- 2013 : L'Homme du passé de Matt Beurois : le père d'Edward
- 2013 : Des éclats de verre de Fouad Benhammou : Lui
- 2017 : Rocambolesque, écrit et réalisé par Loïc Nicoloff : Sir Williams/Delamarre
- 2017 : Yan, tu m'entends : l'agent
- 2017 : Le Chant des cigales de Samuel Tudela

### Télévision

#### Téléfilms
- 1992 : Rumeurs d'André Flédérick : Pascal
- 1994 : Une nana pas comme les autres d'Éric Civanyan
- 1995 : L'Image du pouvoir, court-métrage de Denis Malleval : Michel Losseret
- 1996 : Le Mâle dans ma peau de Michaëla Watteaux
- 1999 : Marie-Tempête de Denis Malleval : le directeur de la banque
- 1999 : Piège en haute sphère d'Aruna Villiers
- 2006 : Les Innocents de Denis Malleval : Aubier
- 2010 : Un bébé pour mes 40 ans de Pierre Joassin : le patron de Béatrice
- 2013 : Alias Caracalla d'Alain Tasma : Georges Bidault
- 2013 : L'Escalier de fer de Denis Malleval : Dr Doër
- 2013 : Une femme dans la Révolution de Jean-Daniel Verhaeghe : Morel
- 2014 : Soda : Un trop long week-end : Jean-Jérôme Juhel
- 2015 : La Clinique du docteur H d'Olivier Barma : Serge
- 2017 : Mystère au Louvre de Léa Fazer : Alfred de Longeville
- 2018 : Les Fantômes du Havre de Thierry Binisti : Richard Valetti
- 2020 : Les Mystères de la chorale  de Emmanuelle Dubergey : Louis Kleber
- 2022 : Bienvenue chez les Bodin's : Le curé (émission TV)
- 2022 : Tout le monde ment d'Hélène Angel : Charles Favan

#### Séries télévisées
- 1989 : Le Destin du docteur Calvet : Dr Jean Calvet (44 épisodes)
- 1990 : Tribunal : Me Beaulieu (18 épisodes)
- 1993 : Le JAP, juge d'application des peines (épisode Le Dernier round)
- 1995 : Commissaire Moulin (épisode Illégitime Défense) : Maitre Boileau
- 1996 : Hors limites de Denny Berry : le président Thiébault (saison 1, épisode 1 : Le piège)
- 1996 : Passeur d'enfants (épisode L'enfant d'Israël)
- 1999 : Vérité oblige (épisode La loi du silence)
- 2001 : Les Cordier, juge et flic : Murat (épisode Portrait au scalpel)
- 2001 : Navarro (épisode Le Parrain)
- 2002 : Nestor Burma : Jean-François Jourdan (épisode Mignonne, allons voir si la chose)
- 2003 : Les Thibault : Faisme (mini-série)
- 2004 : Femmes de loi : le professeur Alexandre (épisode Mortelle orpheline)
- 2004 : Julie Lescaut : le président Fournier (épisode L'affaire Lerner)
- 2004 : Avocats et Associés (épisode Chère maman)
- 2005-2007 : Alex Santana, négociateur : Claude Liebert (4 épisodes)
- 2006 : Les Bleus, premiers pas dans la police : Gilbert Mourier (épisode Premiers pas dans la police)
- 2006 : Sauveur Giordano : Sagnard (épisode Doubles vies)
- 2006 : Joséphine, ange gardien : Xavier Catinel (épisode Un passé pour l'avenir)
- 2006 : Fabien Cosma : Dr Meynard (épisode Sans raison apparente)
- 2006 : Le Maître du Zodiaque : le cardiologue réanimation (mini-série)
- 2006 : Père et Maire : Hervé Bonnal (épisode Retour de flammes)
- 2007 : Le Clan Pasquier : Richard Fauvet (mini-série)
- 2008 : Duval et Moretti : le procureur (épisode L'équipée mortelle)
- 2008 : Section de recherches : Franck Morier (épisode Chute libre)
- 2008 : Chez Maupassant : Dr Edmond Barbessol (épisode : Le Rosier de Mme Husson)
- 2008-2009 : Les Tricheurs : Stanislas Bellanger (2 épisodes)
- 2009 : Vénus et Apollon : Jean Chassarian (épisode 8, saison 2)
- 2011 : Chez Maupassant : le curé (épisode : Le Vieux)
- 2011 : Week-end chez les toquées : Georges de Chanal (épisode Mon cœur est à Papa)
- 2012-2016 : Les Hommes de l'ombre : Alain Marjorie (10 épisodes)
- 2013 : Palmashow, l'émission (épisode La Folle Soirée du Palmashow)
- 2016 : La Folle Soirée du Palmashow 3 : le président de D8
- depuis 2016 : La Stagiaire : le procureur Vladimir Quiring
- 2017 : La Forêt de Julius Berg : le proviseur Gilles Lopez
- 2017 : Les Petits Meurtres d'Agatha Christie de Nicolas Picard-Dreyfuss : Richard Nobel (saison 2, épisode 21 : Drame en trois actes)
- 2018 : Groom : le père de William
- 2018 : L'Art du crime : Michel Toussaint (épisodes Un Homme Blessé et Le Peintre du Diable)
- 2019 : Pitch : le père de Lionel (épisode le Père de Lionel)

## Doublage
Source et légende : version française (VF) sur RS Doublage

### Cinéma

#### Films
- Tim Roth dans (12 films) :
  - D'Artagnan (2001) : Febre
  - Broken (2012) : Archie
  - Arbitrage (2012) : le détective Michael Bryer
  - The Last Hitman : 24 heures en enfer (2013) : Roy
  - Selma (2015) : George Wallace
  - 600 Miles (2015) : Hank Harris
  - Les Huit Salopards (2015) : Oswaldo Mobray
  - Mr. Right (2016) : Hopper
  - Hardcore Henry (2016) : le père d'Henry
  - Luce (2019) : Peter Edgar
  - Resurrection (2022) : David Moore
  - The Spy Code (en) (2024) : Kevin Angler

- Denis O'Hare dans (5 films) :
  - Hors de contrôle (2010) : Moore
  - L'Aigle de la Neuvième Légion (2011) : Lutorius
  - Private Life (2018) : Dr Dordick
  - Le Jour viendra où... (en) (2020) : Andy Mudd
  - Bons Baisers du tueur (The Postcard Killings) (2020) : Simon Haysmith

- Nicolas Cage dans (4 films) :
  - Embrasse-moi, vampire (1989) : Peter Loew
  - Fire Birds (1990) : Jake Preston
  - Butcher's Crossing (2022) : Miller
  - Arcadian (2024) : Paul

- John Slattery dans (4 films) :
  - Ant-Man (2015) : Howard Stark
  - Ted 2 (2015) : Shep Wild
  - Spotlight (2016) : Ben Bradlee, Jr.
  - Captain America: Civil War (2016) : Howard Stark

- Bradley Whitford dans (4 films) :
  - Les Trois Christs (Three Christs) (2017[6]) : Clyde
  - Pentagon Papers (2018) : Arthur Parsons
  - L'Appel de la forêt (2020) : le juge Miller
  - Songbird (2020) : William Griffin

- Robert Knepper dans :
  - Young Guns 2 (1990) : l'officier Carlyle
  - Jack Reacher: Never Go Back (2016) : le général James Harkness
  - Redemption Day (2021) : M. Key

- Oliver Platt dans :
  - La Nuit du défi (1992) : Fitz
  - Dr Kinsey (2004) : Herman Wells
  - Faux Amis (2005) : Pete Van Heuten

- Stephen Dillane dans :
  - Haven (2004) : M. Allen
  - Goal ! (2005) : Glen Foy
  - Goal 2 : La Consécration (2006) : Glen Foy

- Michael Smiley dans :
  - Free Fire (2016) : Frank
  - Madame (2017) : David Morgan
  - Bloody Milkshake (2021) : Dr Ricky

- Joe Pantoliano dans :
  - Bad Boys for Life (2020) : le capitaine Conrad Howard
  - L'Ombre du passé (2021) : Noah Blackwell
  - Bad Boys: Ride or Die (2024) : le capitaine Conrad Howard

- Randy Quaid dans :
  - Parents (1989) : Nick Laemle
  - Le sapin a les boules (1989) : Eddie Johnson

- Arliss Howard dans :
  - Les Hommes de ma vie (1990) : Charles Simon
  - Mank (2020) : Louis B. Mayer

- Judge Reinhold dans :
  - Zandalee (1991) : Thierry
  - Hyper Noël (2002) : Neal Miller

- Stephen Tobolowsky dans :
  - Basic Instinct (1992) : Dr Lamott
  - Miss FBI : Divinement armée (2005) : Tom Abernathy

- Colin Firth dans :
  - Le Patient anglais (1996) : Geoffrey Clifton
  - Avant d'aller dormir (2014) : Ben Lucas

- Robert Stanton dans :
  - Red Corner (1997) : Ed Pratt
  - Code Mercury (1998) : Dean Crandell

- Jeff Daniels dans :
  - It's the Rage (en) (1999) : Warren Harding
  - The Lookout (2007) : Lewis Canfield

- Don McManus (en) dans :
  - Hannibal (2001) : Benny Holcombe
  - American Sexy Phone (2012) : Scott Powell

- Zach Galifianakis dans :
  - Corky Romano (2001) : Dexter
  - The Beanie Bubble (en) (2023) : Ty Warner

- Jason Bateman dans :
  - Starsky et Hutch (2004) : Kevin
  - Hancock (2008) : Ray Embray

- Thomas Kretschmann dans :
  - Resident Evil: Apocalypse (2004) : Major Cain
  - Jungle (2017) : Karl Ruchprecter

- Will Arnett dans :
  - Sa mère ou moi ! (2005) : Kitt
  - Semi-pro (2008) : Lou Redwood

- Ciarán Hinds dans :
  - Miami Vice : Deux flics à Miami (2006) : l'agent Fujima
  - There Will Be Blood (2007) : Fletcher Hamilton

- John Travolta dans :
  - Bande de sauvages (2007) : Woody Stevens
  - Les deux font la père (2009) : Charlie

- Brett Cullen dans :
  - The Dark Knight Rises (2012) : le député
  - Maman, j'ai raté ma vie (2012) : Ben

- Peter Capaldi dans :
  - Le Cinquième Pouvoir (2013) : Alan Rusbridger
  - L'Histoire personnelle de David Copperfield (2019) : Wilkins Micawber

- Michael McDonald (en) dans :
  - Carnage chez les Puppets (2018) : Ronovan Scargle
  - La Mère de la mariée (2024) : Clay

- Josh Hamilton dans :
  - False Positive (2021) : Greg
  - Reality (2023) : l'agent Garrick

- Steve Park dans :
  - The French Dispatch (2021) : Nescaffier
  - Mickey 17 (2025) : Zeke

- 1954[7] : L'Étrange Créature du lac noir : Dr David Reed (Richard Carlson)
- 1964[8] : Le Cirque du docteur Lao : Ed Cunningham (John Ericson)
- 1978[n 1] : Corvette Summer : le principal Bacon (Richard McKenzie (en))
- 1987 : Tuer n'est pas jouer : Saunders (Thomas Weathley)
- 1988 : Tucker : Kirby (Jay O. Sanders)
- 1988 : Le Retour des tomates tueuses : Chad Finletter (Anthony Starke)
- 1988 : L'Insoutenable Légèreté de l'être : l'ingénieur (Stellan Skarsgård)
- 1989 : Le Carrefour des innocents : Andy 'Natas' Doolan (Don Bloomfield)
- 1990 : Simetierre : Louis Creed (Dale Midkiff)
- 1990 : Une trop belle cible : Pinella (John Turturro)
- 1990 : RoboCop 2 : le maire Kuzac (Willard E. Pugh)
- 1990 : L'ambulance : Joshua « Josh » Baker (Eric Roberts)
- 1991 : Un crime dans la tête : Mickey (Zach Grenier)
- 1991 : Dans les griffes du Dragon rouge : Johnny Murata (Brandon Lee)
- 1992 : Boomerang : Gerard Jackson (David Alan Grier)
- 1992 : Le démon des armes : Howard (James LeGros)
- 1993 : Tina : l'avocat Anna Mae (John Fink) et Roger Davies (James Reyne)
- 1993 : Le Concierge du Bradbury : Julian Russell (Isaac Mizrahi)
- 1993 : Ring of Fire 2 : Blood and Steel : Johnny Woo (Don « The Dragon » Wilson)
- 1994 : Timecop : Lyle Atwood (Jason Schombing)
- 1994 : Miracle sur la 34e rue : Bryan Bedford (Dylan McDermott)
- 1995 : Mort ou vif : le marshall (Gary Sinise)
- 1995 : Kiss of Death : Frank Zioli (Stanley Tucci)
- 1996 : Darkman 3 : Peyton Westlake/Darkman (Arnold Vosloo)
- 1997 : Argent comptant : James Russell (Charlie Sheen)
- 1998 : Blues Brothers 2000 : commandant Robertson (Darrell Hammond)
- 1998 : Paulie, le perroquet qui parlait trop : Paulie / Benny (Jay Mohr)
- 1998 : Préjudice : William Cheeseman (Bruce Norris)
- 1998 : Snake Eyes : Mickey Alter (Chip Zien)
- 1998 : Armageddon : William Sharp (William Fichtner)
- 1998 : Sexe et autres complications : Bill Truitt (Martin Donovan)
- 1999 : Allergique à l'amour (en) : Seth Winnick (French Stewart)
- 2000 : American Psycho : Craig McDermott (Josh Lucas)
- 2001 : Les Autres : M. Marlish (Keith Allen)
- 2001 : Chevalier : Geoffrey Chaucer (Paul Bettany)
- 2001 : Evelyn : M. Wolfe (John Lynch)
- 2002 : Monsieur Schmidt : Randall Hertzel (Dermot Mulroney)
- 2002 : Bad Company : Officier Seale (Gabriel Macht)
- 2002 : Ali G : le leader de l'opposition (Craig Crosbie)
- 2003 : Prisonniers du temps : Steven Kramer (Matt Craven)
- 2003 : Open Water : En eaux profondes : Daniel (Daniel Travis)
- 2003 : Northfork (en) : Happy (Anthony Edwards)
- 2004 : Instincts meurtriers : Ray Porter (D. W. Moffett)
- 2004 : Paycheck : John Wolfe (Colm Feore)
- 2004 : Company : Toast Master (Marc Grapey)
- 2004 : Hellboy : l'agent Clay (Corey Johnson)
- 2004 : American Crime : Albert Bodine (Cary Elwes)
- 2005 : Doom : Sandford Crosby (Ian Hughes)
- 2005 : Melinda et Melinda : Bud Silverglide (Geoffrey Nauffts)
- 2006 : The Queen : Alastair Campbell (Mark Bazeley)
- 2006 : A Scanner Darkly : le scientifique No 2 (Chamblee Ferguson)
- 2006 : The Good German : Bernie Teitel (Leland Orser)
- 2006 : Little Miss Sunshine : le second médecin (John Walcutt) et l'employé des pompes funèbres (Jerry Giles)
- 2007 : Cours toujours Dennis : Gordon (Dylan Moran)
- 2007 : Maxi papa : Samuel Blake, Jr. (Robert Torti)
- 2007 : Les Châtiments : Doug (David Morrissey)
- 2007 : Awake : Docteur Puttnam (Fisher Stevens)
- 2008 : Un jour, peut-être : Gareth (Adam Ferrara)
- 2008 : Le Monde de Narnia : Le Prince Caspian : le seigneur Sopespian (Damián Alcázar)
- 2008 : RocknRolla : Bertie (David Bark-Jones (en))
- 2009 : L'Abominable Vérité : Larry (John Michael Higgins)
- 2009 : Transformers 2 : La Revanche : Galloway (John Benjamin Hickey)
- 2010 : Même la pluie : Alberto / Bartolomé de las Casas (Carlos Santos)
- 2011 : Sanctum : George (Daniel Wyllie (en))
- 2011 : 50/50 : Dr Ross (Andrew Airlie)
- 2011 : Le Stratège : Mark Shapiro (Reed Diamond)
- 2011 : World Invasion: Battle Los Angeles : le lieutenant-colonel K.N. Ritchie (Rus Blackwell)
- 2011 : The Raid : le lieutenant Wahyu (Pierre Gruno)
- 2012 : La Dame en noir : M. Jérôme (Tim McMullan)
- 2012 : Blanche-Neige : Grimm (Danny Woodburn)
- 2012 : Des saumons dans le désert : Tom Price-Williams (Clive Wood (en))
- 2012 : Abraham Lincoln, chasseur de vampires : Stephen A. Douglas (Alan Tudyk)
- 2013 : Lincoln : Montgomery Blair (Byron Jennings)
- 2013 : Passion : Jack Koch (Max Urlacher)
- 2013 : Hansel and Gretel: Witch Hunters : le maire Englemen (Rainer Bock)
- 2013 : The Bay : Dr Williams (Robert C. Treveiler[9])
- 2013 : Carrie : La Vengeance : M. Hargensen (Hart Bochner)
- 2013 : Max Rose : Christopher Rose (Kevin Pollak)
- 2014 : Foxcatcher : John Eleuthère du Pont (Steve Carell)
- 2014 : Sicario : Dave Jennings (Victor Garber)
- 2014 : John Wick : Avi (Dean Winters)
- 2014 : Paddington : voix additionnelles
- 2015 : Prémonitions : M. Ellis (Xander Berkeley)
- 2016 : Money Monster : Avery Goodloe (Dennis Boutsikaris)
- 2016 : La Couleur de la victoire : Dean Cromwell (Jonathan Higgins)
- 2016 : Les démons du passé (de) : Wagner (Piet Fuchs)
- 2016 : Mascots : Langston Aubrey (Michael Hitchcock)
- 2017 : Miss Sloane : Jon O'Neill (Dylan Baker)
- 2017 : Valérian et la Cité des mille planètes : Dogan Daguis 3 (Christopher Swindle)
- 2017 : Blade Runner 2049 : le robot interrogateur (Mark Arnold (en))
- 2017 : Wonder Wheel : un ami de Harold (Bobby Slayton (en))
- 2017 : Bienvenue à Suburbicon : narrateur de l'introduction du film
- 2017 : Killing Gunther : Rahmat (Peter Kelamis (en))
- 2017 : Dead in Tombstone: Le Pacte du Diable : Dr Goldsworthy (Dean McDermott)
- 2017 : Le Bonhomme de neige : Frederik Aasen (Adrian Dunbar)
- 2018 : Seconde chance : Anderson Clarke (Treat Williams)
- 2018 : Curtiz (en) : Hal B. Wallis (Scott Alexander Young)
- 2019 : Séduis-moi si tu peux ! : le président Chambers (Bob Odenkirk)
- 2019 : Opération Brothers : Barack Isaacs (Mark Ivanir)
- 2019 : Togo : Jafet Lindeberg (Michael McElhatton)
- 2019 : Bad Education : Thomas « Tom » Tuggiero (Stephen Spinella)
- 2020 : Sergio : Gil Loescher (Brían F. O'Byrne)
- 2020 : 40 ans, toujours dans le flow : Josh Whitman (Reed Birney)
- 2020 : L'Incroyable histoire de l'Île de la Rose : Franco Restivo (Fabrizio Bentivoglio)
- 2020 : Rifkin's Festival : Mort Rifkin (Wallace Shawn)
- 2021 : L'ultimo Paradiso : ? (?)
- 2022 : Persuasion : Sir Walter Elliot (Richard E. Grant)
- 2022 : The People We Hate at the Wedding (en) : le narrateur (Adam Godley) (voix)
- 2022 : Marlowe : Floyd Hanson (Danny Huston)
- 2022 : Père Stu : Un héros pas comme les autres : Curtis (Jack Kehler)
- 2022 : Le Dirigeant (es) : ? (?)
- 2023 : You People : Arnold (David Duchovny)
- 2023 : Oppenheimer : James F. Byrnes (Pat Skipper)
- 2023 : Quasi : le narrateur (Brian Cox) (voix)
- 2024 : Unfrosted : L'Épopée de la Pop-Tart : John Fitzgerald Kennedy (Bill Burr)

#### Films d'animation
- 1987 : Sab Rider : Colt
- 1988 : Les Guerriers d'Abel : Abel
- 1996 : Beavis et Butt-Head se font l'Amérique : Beavis / Butt-Head
- 1999 : Mes voisins les Yamada : Takashi
- 2000 : Joseph, le roi des rêves : Judah
- 2003 : Le Monde de Nemo : Bubbles
- 2008 : Igor : Brain
- 2008 : La Ligue des justiciers : Nouvelle Frontière : le Colonel Rick Flagg, Dr Magnus, le Président des États-Unis et voix additionnelles
- 2012 : Drôles d'oiseaux : Morton
- 2016 : Big Fish & Begonia : Lingpo
- 2017 : Mary et la Fleur de la sorcière : Docteur Dee
- 2018 : Le Grinch : le narrateur
- 2023 : Super Mario Bros. le film : Cranky Kong
- 2023 : L'Éléphante du magicien : le magicien[10]
- 2023 : Migration : Googoo[11]
- 2025 : Falcon Express : Rico (création de voix)

### Télévision

#### Téléfilms
- Andrew Airlie dans (8 téléfilms) :
  - Mariage sans amour (2007) : John Bleekham
  - Un souhait pour Noël (2008) : Dave
  - Les 12 plaies de l'apocalypse (en) (2012) : Jude
  - La Femme la plus recherchée d'Amérique (2013) : Bob
  - Des miracles en cadeau (2015) : Frank Miller
  - Une bague sous le sapin (2018) : Bill Murphy
  - Les Noëls de ma vie (2018) : Jeff
  - Christmas Takes Flight (2021) : Frank Beckett

- Greg Evigan dans (6 téléfilms) :
  - American cops contre la mafia russe (1999) : Ray Harlan
  - Isabella mène l'enquête (2001) : Steve Alder
  - À l'ombre des souvenirs (2003) : Edward Morgan
  - Nos plus belles vacances (2004) : Rick Butler
  - Face à la tornade (2011) : Jonathan
  - Escapade princière (2015) : George

- Michael T. Weiss dans :
  - Caméléon contre caméléon (2001) : Jarod
  - Le Caméléon : L'Antre du diable (2001) : Jarod

- Timothy Bottoms dans :
  - Ike. Opération Overlord (2004) : Walter Bedell « Beetle » Smith
  - La demande en mariage (2015) : Rick

- Thomas Kretschmann dans :
  - Le Loup des mers (2008) : Wolf Larssen
  - The Saint (2016) : Rayt Marius

- Karl Markovics dans :
  - Hôtel fantôme (de) (2019) : Jonas Horak
  - Le Silence des ânes (de) (2024) : Jonas Horak

- 1989 : Retour de l'au-delà : Peter Langford (Bruce Boxleitner)
- 1991 : Captive : Harry Jordon (Timothy Webber)
- 1991 : La vengeance d'une mère : Danny Pryne (Yorgo Constantine (en))
- 1991 : Au nom de l'enfant : le juge James Kittleston (Randell Haynes)
- 1992 : Notorious : Devlin (John Shea)
- 1992 : Ressemblance fatale : Victor (James Acheson)
- 1992 : Justice pour mon fils : Frank Maxwell (Will Patton)
- 1992 : Mary Higgins Clark : En mémoire de Caroline : Mark (Matt Cooke)
- 1992 : Bijoux, hot-dogs et tasses de thé : Mooney Polaski (Ryan O'Neal)
- 1993 : L'Enfant de la dernière chance : Andrew Becker (Conor O'Farrell)
- 1993 : Désigné coupable : Ken Norwich (Page Fletcher)
- 1993 : Le meurtre que je n'ai pas commis : Nick Gugliatto (Alex McArthur)
- 1993 : L'Affaire Amy Fisher : Désignée coupable : Joseph « Joey » Buttafuoco (Jack Scalia)
- 1993 : Un cœur en adoption : Sean Cheney (Robert Desiderio)
- 1995 : Le souhait d'être mère : lui-même (Wayne Northrop)
- 1995 : Danielle Steel : Disparu : Charles Delauney (Maurice Godin)
- 1996 : Le choix du désespoir : Jim Rossi (Kyle Secor)
- 1996 : Dangereuse Innoncence : Robert Steves (Dirk Benedict)
- 1996 : La mort d'un fils : Dr Darren Walters (Željko Ivanek)
- 1996 : Alliance fatale : Justin Sager (Bruce Davison)
- 1997 : Vengeance par amour : Frankie Mirano (Daniel Kash)
- 1997 : Les ailes de la victoire : Peter Harper (Jack Coleman)
- 1998 : Trop belle pour mourir : Max Warner (Tim Dutton)
- 1998 : Ice : Tempête de glace aux USA : Zapata (Diego Fuentes)
- 1998 : Le ciel est en feu : John Morgan (Bradley Whitford)
- 1998 : Le chemin de l'espoir : Frank (Sam Hennings)
- 1999 : Un terrible doute : Rick (Gregory Harrison)
- 1999 : Le cœur à l'écoute : Billy Medieros (Jeffrey Nordling)
- 1999 : Alerte aux requins : Dr Miles Craven (Bentley Mitchum)
- 1999 : Le Garçon qui venait de la mer : Whit Griffin (Dave Coulier)
- 2000 : À visage découvert : Paul Richards (Scott N. Stevens)
- 2001 : Earth vs. the Spider : l'officier Williams (Christopher Cousins)
- 2001 : Jeu macabre : George Kolker (Judah Katz)
- 2001 : Conspiration : Adolf Eichmann (Stanley Tucci)
- 2001 : Le Prix de la perfection : Dave Lennox (Rick Springfield)
- 2003 : Un étrange enlèvement : Jim Smart (Robert Wisden)
- 2003 : La Voix des crimes : Michael Welles (Peter Horton)
- 2003 : À nous de jouer (en) : Lewis, le rabbin (R. H. Thomson)
- 2004 : Les Anges de Charlie : La Véritable Histoire des drôles de dames : Aaron Spelling (Dan Castellaneta)
- 2005 : Un amour vulnérable : Kirby Grantham (Marcel Jeannin)
- 2006 : Tentation troublante : Ted Wendell (J. C. Mackenzie)
- 2006 : Mon enfant a disparu : lui-même (George W. Bush) (images d'archive)
- 2006 : Noël à Aspen : Tom Pullman (Clark Gregg)
- 2006 : Pour vivre un grand amour : Michael (Rob Stewart)
- 2006 : L'enfer de glace : Jeff (Michael Ryan)
- 2007 : Une vie brisée : Jeremy (Kevin Jubinville)
- 2007 : L'enlèvement : Robert Lund (Heiner Lauterbach)
- 2009 : Monsieur Décembre : Eric (Jefferson Brown)
- 2009 : Danse avec moi : Tanner Gray (John Schneider)
- 2011 : Le Prix d'une vie : Bowman (Robert Carradine)
- 2011 : Injustice : Mark Wenborn (Charlie Creed-Miles)[12]
- 2011 : Un amour à construire : le shérif Holden (Jere Burns)
- 2012 : Une vie à reconstruire : Terry Pulaski (Steven Weber)
- 2013 : Le Ranch des cœurs sauvages : Top (Cliff Potts)
- 2013 : Un dernier tour pour Noël : le shérif Charlie (Ric Reitz)
- 2013 : Intuition maternelle : Hugh Dinsman (Dylan Neal)
- 2014 : Romance de gare : Carl Matthews (David Morrissey)
- 2014 : The Normal Heart : Hiram Keebler (Denis O'Hare)
- 2015 : Le Mensonge de ma vie : Donnie (Ken Tremblett)
- 2016 : Un passé si présent : Lord Montfort (Joseph Lorenz)
- 2016 : Nom d'un chien : Hans Waldmann (Justus von Dohnányi)
- 2016 : La nuit où tout a basculé : Bruce Cahill (Parker Stevenson)
- 2017 : Un mariage sous le sapin : Dave Spruce (Ken Cheeseman)
- 2021 : Une New-Yorkaise à la montagne : Pr Owen Miller (Kevin McIntyre)
- 2022 : Le Refuge du dernier président : le journaliste Kessler (Oscar Ortega Sánchez)
- 2022 : Trahie par ma meilleure amie : Murray (James M Jenkinson)
- 2023 : Un Noël à sauver : le maire (Tim Gammon)

#### Séries télévisées
- Denis O'Hare dans (12 séries) :
  - Brothers and Sisters (2007-2009) : Travis March (12 épisodes)
  - Les Experts : Miami (2009-2010) : Evan Talbot (3 épisodes)
  - The Good Wife (2009-2016) : le juge Charles Abernathy (9 épisodes)
  - True Blood (2010-2012) : Russell Edgington (20 épisodes)
  - American Horror Story (depuis 2011) : Larry Harvey (saison 1, 8 épisodes), Spalding (saison 3), Stanley (saison 4), Liz Taylor (saison 5), Dr Elias Cunningham / William van Henderson (saison 6), Holden Vaughn (saison 10), Henry Grant (saison 11) et Dr Andrew Hill (saison 12)
  - New York, unité spéciale (2013) : le Père Chris Shea (saison 14, épisode 10)
  - The Comedians (en) (2015) : Denis Grant (5 épisodes)
  - This Is Us (2016-2018) : Jessie (4 épisodes)
  - When We Rise (2017) : Jim Foster (en) (mini-série)
  - The Good Fight (2017-2021) : le juge Charles Abernathy (3 épisodes)
  - Big Little Lies (2019) : Ira Farber (4 épisodes)
  - American Gods (2021) : Týr (4 épisodes)
  - American Horror Stories (2022) : M. Van Wirt (saison 2, épisode 1)

- Andrew Airlie dans (8 séries) :
  - Les 4400 (2004-2005) : Brian Moore
  - The L Word (2006) : Dr Shapiro
  - Le Diable et moi (2007-2009) : John Oliver
  - Defying Gravity (2009) : Mike Goss
  - Caprica (2010) : Cornell (saison 1, épisode 11)
  - The Killing (2012) : Dr Andrew Madigan
  - The Fixer : Catastrophes programmées (2015) : Grant (mini-série)
  - Good Doctor (2017) : le père de Jessica (saison 1, épisode 10)

- Brían F. O'Byrne dans (6 séries) :
  - Flashforward (2009-2010) : Aaron Stark
  - Médium (2010) : Clark Kerwin (saison 7, épisode 9)
  - Prime Suspect (2011-2012) : l'inspecteur Reg Duffy
  - The Last Ship (2015) : Sean Ramsey
  - The Magicians (2016-2019) : le professeur Mayakovski
  - Nightflyers (2018) : Auggie

- Patrick Fabian dans (6 séries) :
  - Big Love (2009-2010) : Ted Price (9 épisodes)
  - Desperate Housewives (2012) : Frank (saison 8, épisodes 12 et 13)
  - Better Call Saul (2015-2022) : Howard Hamlin (en) (59 épisodes)
  - Lucifer (2017-2021) : Reese Getty (saison 3, épisode 7 et saison 6, épisode 10)
  - Marvel : Les Agents du SHIELD (2018) : le sénateur Gaius Ponarian (saison 5, épisode 6)
  - Tracker (2024) : Shane Niall (saison 2, épisode 3)

- Tim Roth dans (5 séries) :
  - Lie to Me (2009-2011) : Dr Cal Lightman (48 épisodes)
  - Twin Peaks (2017) : Gary « Hutch » Hutchens (saison 3)
  - Tin Star (en) (2017-2020) : Jim Worth (25 épisodes)
  - She-Hulk : Avocate (2022) : Emil Blonsky / Abomination (mini-série)
  - Tiny Beautiful Things (2023) : Hayes MacKeown (1 épisode)[Lequel ?]

- Dean Winters dans (4 séries) :
  - Rescue Me : Les Héros du 11 septembre (2004-2011) : l'inspecteur Johnny Gavin (33 épisodes)
  - Terminator : Les Chroniques de Sarah Connor (2008-2009) : Charley Dixon (9 épisodes)
  - Life on Mars (2008-2009) : Vic Tyler (3 épisodes)
  - Mister Spade (2024) : le Père Morgan (mini-série)

- Jere Burns dans (4 séries) :
  - Justified (2010-2015) : Wynn Duffy (46 épisodes)
  - Hawaii 5-0 (2012) : Spencer Madsen (saison 3, épisode 4)
  - Grey's Anatomy (2013) : Ben Bosco (saison 10, épisode 6)
  - Angie Tribeca (2016-2018) : le lieutenant Pritikin Atkins (40 épisodes)

- David Morrissey dans (4 séries) :
  - The Walking Dead (2012-2015) : Le Gouverneur (20 épisodes)
  - Extant (2015) : Tobias Shepherd (saison 2)
  - The Missing (2016) : le capitaine Sam Webster (saison 2)
  - Prime Target (en) (2025) : Pr Robert Mallinder

- Michael T. Weiss dans :
  - Le Caméléon (1996-2000) : Jarod
  - Profiler (1999-2000) : Jarod
  - Blue Bloods (2011) : Sonny Malevsky

- Anthony Stewart Head dans :
  - Buffy contre les vampires (1997-2003) : Rupert Giles
  - Warehouse 13 (2013-2014) : Parascelse
  - Intimidation (2020) : Ed Price (mini-série)

- Peter Scolari dans :
  - Chérie, j'ai rétréci les gosses (1997-2000) : Wayne Szalinski
  - Gotham (2015) : Gillian B. Loeb
  - Madoff, l'arnaque du siècle (2016) : Peter Madoff (mini-série)

- Colm Feore dans :
  - Boston Public (2000) : George Guber (saison 1, épisode 7)
  - The Listener (2009) : Dr Ray Mercer
  - Landman (depuis 2024) : Nathan

- Stephen Spinella dans :
  - 24 Heures chrono (2006) : Miles Papazian
  - Desperate Housewives (2008-2009) : Dr Samuel Heller
  - Les Chroniques de San Francisco (2019) : Chris (épisode 4)

- Carlos Lacámara (en) dans :
  - Les Contes de la crypte (1991) : Paolo (saison 3, épisode 3)
  - Bones (2006) : Juan Ramos (saison 2, épisode 6)

- John D'Aquino dans :
  - SeaQuest, police des mers (1993-1995) : Benjamin Krieg
  - V.I.P. (1999) : Eric Collier (saison 1, épisode 11)

- Clarence Gilyard Jr. dans :
  - Walker, Texas Ranger (1993-2001) : le ranger James « Jimmy » Trivette (196 épisodes)
  - Le Successeur (1999) : le ranger James « Jimmy » Trivette (saison 1, épisode 2)

- Barry Van Dyke dans :
  - Diagnostic : Meurtre (1993-2001) : l'inspecteur Steve Sloan
  - L'ABC du Meurtre (2006-2008) : Mike Bryant

- Robert Wisden dans :
  - Au-delà du réel : L'aventure continue (1995) : Sam Winter (saison 1, épisode 17)
  - Battlestar Galactica (2005) : Wallace Gray (saison 1, épisode 11)

- Jay Acovone dans :
  - The Sentinel (1996) : Gary Hendrickson (saison 2, épisode 9)
  - JAG (2001-2004) : le colonel Presser/le général Montrose

- John Pyper-Ferguson dans :
  - The Sentinel (1997) : Dawson Quinn (saison 2, épisode 22)
  - Smallville (2005) : Dr William McBride (saison 4, épisode 11)

- Gareth Williams dans :
  - Dawson (1998-2002) : Mike Potter
  - Esprits criminels (2007) : Tim Harrison (saison 2, épisode 21)

- John Slattery dans :
  - Will et Grace (1999) : Sam Truman
  - Veep (2016) : Charlie Baird

- Clark Gregg dans :
  - À la Maison-Blanche (2001-2004) : l'agent spécial du FBI Michael Casper (8 épisodes)
  - How I Met Your Father (2023) : Nick, le père de Sophie (saison 2)

- David Cronenberg dans :
  - Alias (2003) : Dr Brezzel
  - Captive (2017) : le révérend Verringer (mini-série)

- Toby Huss dans :
  - La Caravane de l'étrange (2003-2005) : Felix « Stumpy » Dreifuss
  - White House Plumbers (en) (2023) : James McCord (mini-série)

- Don McManus (en) dans :
  - Boston Justice (2004-2008) : John Lennox
  - Numb3rs (2006) : Jeff Kinkirk (saison 3, épisode 5)

- Michael Bryan French (en) dans :
  - Boston Justice (2005) : Alex Naughton (saison 2, épisode 4)
  - Numb3rs (2005) : M. Montgomery (saison 1, épisode 4)

- Ric Reitz dans :
  - Surface (2005-2006) : Ron Barnett
  - Superstition (2017-2018) : le maire Bickley

- Peter Capaldi dans :
  - Skins (2007-2008) : Mark Jenkins
  - The Musketeers (2014) : Richelieu

- Michael Gill dans :
  - House of Cards (2013-2017) : le président Garrett Walker
  - The Get Down (2016-2017) : M. Gunns

- Fisher Stevens dans :
  - Blacklist (2015-2022) : Marvin Gerard (15 épisodes)
  - Ripley (2024) : Edward T. Cavanagh (mini-série)
- 1987-2015[n 2] : Des jours et des vies : Jack Devereaux (Matthew Ashford)
- 1989 : Freddy, le cauchemar de vos nuits : Rick Austin (Brad Pitt) (saison 1, épisode 14)
- 1991 : Dream On : Nick Spencer (Tom Berenger) (saison 2, épisode 1)
- 1991-1993 : Les Contes de la crypte : Dr Carl Fairbanks (Tony Goldwyn) (saison 3, épisode 4), Dr Mowbray (Stuart Mabray) (saison 3, épisode 4), George Gatlin (Dylan McDermott) (saison 4, épisode 2) et Billy DeLuca (Bill Paxton) (saison 5, épisode 5)
- 1992 / 1993 : Code Quantum : le capitaine Cooper (Scott Hoxby) (saison 4, épisode 16) et Lucas « Luke » Marlet (Pat Skipper) (saison 5, épisode 19)
- 1992-2011 : Absolutely Fabulous : Justin (Christopher Malcolm)
- 1993-1994 : Agence Acapulco : Mike Savage (Brendan Kelly)
- 1995 : Arabesque : Billy Blake (Michael Woods) (saison 12, épisode 1) et le shérif Milo Pike (Kurt Fuller) (saison 12, épisode 2)
- 1995-2003 : JAG : le caporal David Parr (Scott Coffey) (saison 1, épisode 7), Bruce Carmichael & Geoffrey Roizman (James Denton) et le sergent Giovanni Cade (Anthony Tyler Quinn) (saison 4, épisode 4)
- 1995 / 1998 : Au-delà du réel : L'aventure continue : Ben Kohler (Sam Robards) (saison 1, épisode 8) et Bernard Selden (Arye Gross) (saison 4, épisode 12)
- 1996 : Une nounou d'enfer : Josh Bassin (Dana Gould) (saison 4, épisode 7)
- 1996 : New York Police Blues : l'officier Jesse Ortiz (F. J. Rio) (saison 4, épisode 5)
- 1996 : Docteur Quinn, femme médecin : M. Norris (Joseph Dean Vachon) (saison 5, épisode 3)
- 1996 : Beetleborgs : Spider-Man [Qui ?] (saison 1, épisode 19)
- 1996-1999 : Brigade des mers : Frank Holloway (Colin Friels)
- 1996-2001 : Rex, chien flic : Christian Böck (Heinz Weixelbraun)
- 1997 : Sliders : Les Mondes parallèles : Dr Stephen Jensen (Mark Kiely)
- 1997 : Buffy contre les vampires : le chauffeur du van (Robert Mont) (saison 1, épisode 5)
- 1997-1999 : Les Nouvelles Aventures de Robin des Bois : Robin des Bois (Matthew Porretta puis John Bradley)
- 1998-2003 : Siska : Lorenz Wiegand (Matthias Freihof)
- 1998 / 2000 : The Practice : Donnell et Associés : Dr Fred Spivak (J. C. Mackenzie (en)), l'avocat Mitchell Reese (James Colby) (saison 5, épisode 10) et John Myers (David Starzyk)
- 1999 : Providence : Dr David Marcus (Joe Flanigan)
- 1999 / 2000 : New York, police judiciaire : Dr Bill Rudnick (Sam Freed) (saison 9, épisode 16), Perry Graham (Richard Joseph Paul) (saison 10, épisode 19)
- 1999-2016 : Inspecteur Barnaby : Simon Fletcher (Julian Wadham) (saison 2, épisode 1), le prêtre Peter Kubatski (Will Keen) (saison 8, épisode 5) et Julian Lennard (Anthony Calf) (saison 19, épisode 1)
- 2000 : Les Médiums : Greg Allen (Ted Marcoux) (épisode 5)
- 2000 : New York, unité spéciale : Kenneth Cleary (Neil Maffin)
- 2000-2001 : Mon ex, mon coloc et moi : Larry Hackman (Chris Elliott)
- 2000 / 2003-2004 : Sex and the City : Jeff Fenton (Anthony Alessandro) (saison 3, épisode 2) et Aleksandr Petrovsky (Mikhaïl Barychnikov)
- 2001 : Sydney Fox, l'aventurière : David Watson (Alexander Hanson) (saison 2, épisode 16)
- 2001 : Queer as Folk : Modérateur (Glen Gaston) (saison 1, épisode 6)
- 2001 : Mysterious Ways : Les Chemins de l'étrange : Mike Roberts (Kurt Max Runte) (saison 1, épisode 22)
- 2002 : Sue Thomas, l'œil du FBI : Ted Daltry (Tom Melissis) (saison 1, épisode 2)
- 2002 : Amy : le juge Barry Crumble (Chris Sarandon)
- 2002 : Six Feet Under : un client de Brenda (David Shatraw) (saison 2, épisode 1)
- 2002 : Aventure et Associés : Père Filip (Andrew Gillies) (saison 1, épisode 5)
- 2002 / 2005 : Preuve à l'appui : Dale Alpert (Jack Stehlin) (saison 2, épisode 3) et Phillip Soble (Mark Tymchyshyn) (saison 4, épisode 20)
- 2003 : MI-5 : le maire Samuel Curtis (Reece Dinsdale) (saison 2, épisode 8)
- 2003 : Cold Case : Affaires classées : Todd Whitley (D. W. Moffett) (saison 1, épisode 1)
- 2003 : 24 Heures chrono : Brian Jacobs (Scott Paulin)
- 2003 : The Shield : le présentateur (Rick Garcia) (saison 2, épisode 13)
- 2003-2004 : Newport Beach : Carson Ward (Brian McNamara)
- 2004 : Spy Girls : Joseph Baker (Mark Humphrey) (saison 2, épisode 18)
- 2004 : Boston Justice : Dr Gill (Andy Miller)
- 2005 : Commander in Chief : le capitaine Trenton (Kevin McCorkle) (saison 1, épisode 6)
- 2005 : Kevin Hill : Général Draisin (Simon Reynolds) (saison 1, épisode 12)
- 2005 : Beautiful People : M. Tabor (Sasha Roiz)
- 2005 : New York, cour de justice : Andrew Soin (Jeff Perry) (saison 1, épisode 5)
- 2005-2008 : Matrioshki : Le Trafic de la honte : Eddy Stoefs (Luk Wijns)
- 2005 / 2008 : Desperate Housewives : l'inspecteur Pete Romslow (Andy Umberger) (saison 2, épisode 1 et saison 4, épisode 17)
- 2006 : Close to Home : Juste Cause : Arthur Stanton (David Clennon) (saison 2, épisode 5)
- 2006-2007 : Le Destin de Bruno : Maurice Ming (David C. Bunners)
- 2007 : Psych : Enquêteur malgré lui : Ruben Leonard (Michael Eklund) (saison 1, épisode 12)
- 2007 : Dr House : l'agent de la CIA Smith (Chad Willett (en)) (saison 4, épisode 6)
- 2007 : Chuck : l'agent du MI-6 (Neil Dickson) (saison 1, épisode 3)
- 2007 : Entourage : Andrew Preston (Dan Castellaneta)
- 2007 : Compte à rebours : Gironella (Paul Durà)
- 2007-2008 : Life : Arthur Tims (Jon Sklaroff)
- 2008 : NCIS : Enquêtes spéciales : Cole Erickson (Marcus Chait) (saison 6, épisode 3)
- 2008-2009 : La Vie secrète d'une ado ordinaire : Dr Marshall Bowman (John Schneider)
- 2008-2010 : Ugly Betty : Connor Owens (Grant Bowler)
- 2008 / 2010 : Ghost Whisperer : Bill Bradford (Joe Regalbuto) (saison 4, épisode 4) et Jack Carson (Brady Smith) (saison 5, épisode 11)
- 2009 : Flight of the Conchords : le premier ministre Brian (Brian Sergent)
- 2009 : Les Experts : Miami : Larry Parker (Angelo Tiffe) (saison 8, épisode 1)
- 2009 : New York, section criminelle : Dr Ernst (Dennis Boutsikaris) (saison 8, épisode 4)
- 2009 / 2011 : Esprits criminels : l'inspecteur Gil Hardesty (Vincent Guastaferro) (saison 5, épisode 3) et Marcus Talbot (Time Winters) (saison 6, épisode 22)
- 2010 : Trois Bagues au doigt : Swan Carter (David Andrews) (mini-série)
- 2010-2013 / 2022 : Borgen, une femme au pouvoir[13] : Michael Laugesen (Peter Mygind) (21 épisodes)
- 2011 : Downton Abbey : Lord Hepworth (Nigel Havers) (saison 2, épisode 9)
- 2011 : Case Sensitive - Faux semblants : Steve Harboard (Tom Goodman-Hill) (mini-série)
- 2011-2013 : Body of Proof : Jack Elliott (Thomas Schall) (saison 1, épisode 8) et John Anderson (Dennis Boutsikaris) (saison 3, épisode 9)
- 2012 : Labyrinthe : Paul Authie (Bernhard Schir) (mini-série)
- 2012 : Un cas pour deux : Rubino Gonzales (Gabriel Merz) (saison 31, épisode 8)
- 2013-2016 : The Fall : l'inspecteur-chef Matthew Eastwood (Stuart Graham)
- 2013-2019 : Double Jeu : Josef Haberfeldt (Michael Lerchenberg)
- 2014 : Boardwalk Empire : Commodore Louis Kaestner Jeune (John Ellison Conlee)
- 2014 : The Driver : l'inspecteur Ryder (Shaun Dingwall) (mini-série)
- 2015-2016 : Younger : Todd Heller (Josh Pais)
- 2016-2018 : Killjoys : Marris Jaqobis (Ron Lea)
- 2017 : Tunnel : Wesley Pottinger / Wesley Pollinger (William Gaminara)
- 2017 : American Gods : un conducteur (Scott McCrickard) (saison 1, épisode 3)
- 2017 : Mindhunter : Peter Dean (Michael Park)
- 2017 : Un cas pour deux : Toni Bronner (Kai Lentrodt) (saison 4, épisode 4)
- 2017-2018 : Shades of Blue : l'inspecteur Verco (Dov Davidoff)
- 2017-2019 : Billions : Sénateur Joe Scolari (Sean Patrick Reilly)
- 2017-2021 : Brooklyn Nine-Nine : le commissaire-adjoint Grayson (Steven M. Gagnon) (saison 4, épisode 14), Adam Jarver (Michael McDonald) (saison 7, épisode 7) et Frank O'Sullivan (John C. McGinley) (saison 8, 4 épisodes)
- 2018 : X-Files : Aux frontières du réel : Reggie Quelque chose (Brian Huskey) (saison 11, épisode 4)
- 2018 : Philip K. Dick's Electric Dreams : le proviseur (Marc Grapey) (épisode 7)
- 2018 : Le Détenu : John Morris (Guy Ecker)
- 2018 : Bodyguard : Roger Penhaligon (Nicholas Gleaves)
- 2018 : Mosaic : un journaliste [Qui ?] (mini-série)
- 2018-2021 : Il cacciatore : Carlo Mazza (Francesco Foti) (22 épisodes)
- 2018-2022 : The Handmaid's Tale : La Servante écarlate : le commandant Joseph Lawrence (Bradley Whitford) (27 épisodes)
- 2018-2023 : Barry : Gene Cousineau (Henry Winkler) (32 épisodes)
- 2019 : You : Ray Quinn (Michael Reilly Burke) (saison 2, épisode 5)
- 2019 : Sanctuary : Dr Fisher (Matthew Modine)
- 2019 : La Fabuleuse Madame Maisel : le juge Wagaman (Michael Gaston) (saison 3, épisode 2)
- 2020 : L'Écuyer du roi : le roi Favian (Yorick van Wageningen)
- 2020 : Westworld : Gerald (Thomas Kretschmann) (saison 3, épisode 1)
- 2020 : Sneaker Addicts : Mark Wahlberg (Mark L. Walberg) (saison 1, épisode 3)
- 2020 : Le Renard : Jan Kern (Norbert Stöß) (saison 44, épisode 5)
- 2021 : Sexify : le professeur (Piotr Rozanski) (saison 1, épisode 5) et le présentateur du concours ministériel [Qui ?] (saison 1, épisode 8)
- 2021 : Young Royals : le psychiatre de l'école [Qui ?]
- 2021 : Dopesick : Michael Friedman (Will Chase) (mini-série)
- 2021 : Bloodlands (en) : Justin « Dinger » Bell (Michael Smiley) (saison 1)
- 2021-2022 : FBI: International : Michael Rafferty (Aaron Serotsky) (saison 1, épisodes 5 et 21)
- 2022 : After Life : Geoff (Steve Brody) (saison 3, épisode 2)
- 2022 : Archive 81 : Virgil Davenport (Martin Donovan) (8 épisodes)
- 2022 : Andor : Tay Kolma (Ben Miles)
- 2022 : Smiley : Salvador Sunyer (Pep Munné)
- 2022-2023 : Top Boy : Wilson Lee (Christopher Fulford) (8 épisodes)
- 2022-2023 : Our Flag Means Death : Israel « Izzy » Hands (Con O'Neill) (16 épisodes)
- 2023 : Jack Ryan : Thomas Miller (John Schwab) (saison 4)
- 2023 : Berlin Bad Trip (de) : Jens Lamprecht (Thorsten Merten (de)) (mini-série)
- 2023 : Fellow Travelers : le sénateur Wesley Smith (Linus Roache) (mini-série)
- 2024 : S.W.A.T. : Timoki Kaito (Bruce Locke) (saison 7, épisode 3)
- 2024 : Midsummer Night : Johannes (Dennis Storhøi) (mini-série)
- 2024 : Le Régime : Tomas  (Karl Markovics) (mini-série)
- 2024 : Sweetpea : Tommy (David Bark-Jones (en))
- 2025 : La Meneuse : Rich Eisen (Rich Eisen)
- 2025 : Complicités (2025) : l'agent Edward Olivero (Frank Pando) (mini-série)

#### Séries d'animation
- 1985[n 3] : Bouton d'Or (en) : le roi Clafoutis
- 1985[n 4] : Dancougar (en) : Dr Levingston (premiers épisodes)
- 1988 : Borgman : Stan
- 1988 : Sab Rider : Colt
- 1990 : Cyber City Oedo 808 : Shiroyamo (OAV)
- 1991 : Megalopolis (en) : Yoichiro Tatsumiya (OAV 3 et 4[14])
- 1992 : Les Nouveaux Voyages de Gulliver (en) : Gulliver[15] (création de voix)
- 1993[n 5] : Black Jack : David Roswthal (OAV 1)
- 1994-1998 : Spider-Man, l'homme-araignée : Peter Parker / Spider-Man[n 6]
- 1995 : 20 000 Lieues dans l'espace : le capitaine Nemo
- 2001-2002 : Xcalibur : Kwodahn (création de voix)
- 2001-2002 : La Légende de Tarzan : Renard Dumont
- 2006 : La Ligue des justiciers : Hawkman (2e voix - saison 3, épisode 11)
- 2007-2010 : Chowder : Mung Daal[n 7]
- 2008 : Batman : Hawkman
- 2010 : Batman : L'Alliance des héros : Hawkman, Hourman et Dr Magnus
- 2010-2012 : Ben 10: Ultimate Alien : Zombozo, Will Harangue et l'agent Bricen
- 2010-2013 : MAD : voix diverses
- 2011 : Archer : Reggie Thistleton (saison 2, épisode 5)
- 2011-2013 : Green Lantern : Ganthet, Shyir Rev, Saint Walker, Goggan (2e voix), Guy Gardner, Tomar-Re et LANOS
- 2011-2015 : Kung Fu Panda : L'Incroyable Légende : Yao
- 2012-2014 : Ben 10: Omniverse : Zombozo, Mr Baumann, Rad Duracuire, Will Harangue, Albedo (forme galvan), Slix Vigma, le juge Domstol, Caitiff, voix additionnelles
- 2015 : Teen Titans Go! : Monsieur Télé (saison 2, épisode 38), le vieil homme triste et l'espion (saison 2, épisode 39)
- 2015-2019 : Niko et l'Épée de Lumière : Mandok
- 2015-2021 : F Is for Family : Tracy McGrath et voix additionnelles
- 2017 : La Bande à Picsou : Crapaud Liu Hai (saison 1, épisode 6)
- 2021 : Monstres et Cie : Au travail : l'inspecteur Argus Blinks[n 8]
- 2021 : Wolfboy et la fabrique de l'étrange (en) : le professeur Luxcraft
- 2021 : À découper suivant les pointillés : Armadillo, le tatou
- 2023 : Ce monde ne m'aura pas : Armadillo, le tatou
- 2023 : Blue Eye Samurai : Goro[n 9]
- 2023 : Tobie Lolness : le narrateur (création de voix)
- 2025 : Votre fidèle serviteur Spider-Man : Bentley Wittman[n 10]

### Jeux vidéo
- 1997 : La Panthère rose : Passeport pour le danger : Louie, le vendeur de journaux en Angleterre, le patron de café au Caire, le chanteur d'opéra et le père de Yung-Li en Chine, le petit garçon au bord du Gange et le vendeur de fruits en Inde
- 1998 : La Panthère rose 2 : Destination mystère : Monsieur Sushiki, voix additionnelles
- 1999 : Hype: The Time Quest : voix additionnelles
- 2003 : Buffy contre les vampires : Chaos Bleeds : Rupert Giles
- 2006 : Le Parrain : Tom Hagen
- 2007 : The Witcher : le bouffon du quartier des marchands / l'aubergiste d'Eaux-Troubles
- 2009 : Le Parrain 2 : Tom Hagen
- 2022 : Lego Star Wars : La Saga Skywalker : Obi-Wan Kenobi (âgé) / Ki-Adi-Mundi

### Cinéma

#### Films
- 2005 : The King[16]
- 2010 : The Silent House

## Distinction
- César 2021 : César du meilleur acteur dans un second rôle pour Adieu les cons